# TSV Verden
Der TSV Verden war ein Sportverein aus Verden. Die erste Fußballmannschaft spielte elf Jahre in der höchsten niedersächsischen Amateurliga und nahm zweimal am DFB-Pokal teil. Die erste Handballmannschaft spielte sechs Jahre in der 2. Bundesliga.

## Geschichte
Am 12. Oktober 1912 wurde der FC Verdenia Verden gegründet, der sich im Jahre 1919 in SV Verdenia Verden umbenannte. Im Jahre 1925 musste der Verein Konkurs anmelden, als er sich beim Bau des Vereinsheims finanziell übernommen hatte. Als Nachfolgeverein wurde der VfB Verdenia Verden gegründet. Nach dem Zweiten Weltkrieg wurde der TSV Verden als Zusammenschluss aller „Leibesübungen treibenden Vereine“ gegründet. Neben dem VfB Verdania flossen der Männerturnverein Verden, der Verdener Boxclub und der Verdener Wassersportverein in den TSV ein. Aufgrund einer nicht sanierungsfähigen Finanzlage musste der Verein im Jahre 2004 Insolvenz anmelden und wurde aufgelöst. Als Nachfolgeverein wurde der FC Verden 04 gegründet.

## Fußball
Der VfB Verdenia stieg im Jahre 1934 in die zweithöchste Spielklasse auf und konnte sich dort für zwei Jahre halten. Im Jahre 1950 wechselte der TSV vom Bremer Fußball-Verband nach Niedersachsen und wurde auf Anhieb Meister der Amateurliga 6. Damit war der Aufstieg in die Amateuroberliga Niedersachsen-West verbunden, die für die Mannschaft eine Nummer zu groß war. Mit 113 Gegentoren folgte der sofortige Wiederabstieg. Mit zehn Punkten Vorsprung auf den Delmenhorster BV wurden die Verdener 1953 erneut Meister der Amateurliga und setzten sich in der Aufstiegsrunde durch. Aber auch dieses Mal folgte der sofortige Wiederabstieg. 1956 und 1957 errang der TSV zwar weitere Meisterschaften in der Amateurliga, scheiterten aber beide Male in der Aufstiegsrunde. Stattdessen musste der TSV 1960 aus der Amateurliga absteigen, kehrte aber auf Anhieb zurück. Vier Jahre später verpasste die Mannschaft die neu geschaffene Verbandsliga Nord und rutschte in die Bezirksklasse hinab.
Im Jahre 1971 erreichte der TSV die Verbandsliga und stand 1976 erstmals im Finale des Niedersachsenpokals, welches mit 1:3 gegen den TuS Hessisch Oldendorf verloren wurde. Zwei Jahre später musste die Mannschaft unglücklich absteigen. Zwar gewann der TSV das Entscheidungsspiel gegen den SV Ahlerstedt/Ottendorf mit 1:0, dieses Spiel wurde wegen des Abstiegs des SV Meppen aus der Oberliga Nord jedoch bedeutungslos. Im Jahre 1982 übernahm der Pferdehändler Friedrich Ernst die Vereinsführung. Drei Jahre später gelang nach einem 2:0-Sieg im Entscheidungsspiel gegen Rot-Weiß Damme der Aufstieg in die Verbandsliga Niedersachsen. 1987 und 1988 gewann der TSV den Niedersachsenpokal. Dadurch nahmen die Verdener zweimal am DFB-Pokal teil. 1987/88 verlor die Mannschaft das Erstrundenspiel gegen Werder Bremen mit 0:4, ein Jahr später gab es gegen Rot-Weiss Essen eine 1:2-Niederlage.
1991 verpasste der TSV nur aufgrund des schlechteren Torverhältnisses gegenüber Blau-Weiß Lohne die Aufstiegsrunde zur Oberliga Nord. Ein Jahr später sorgte das schlechtere Torverhältnis gegenüber der SpVgg Preußen Hameln für den Abstieg aus der Verbandsliga. Nach dem Abstieg wurde der TSV zur Fahrstuhlmannschaft. 1997 in die Bezirksliga abgestiegen brachten zwei Aufstiege in Folge den Verein wieder in die Niedersachsenliga Ost. Hier hielt sich der TSV zwei Jahre und wurde anschließend in die Bezirksliga durchgereicht. Im Jahre 2004 musste der Verein Insolvenz anmelden und wurde aufgelöst.

## Handball
Die erste Handballmannschaft der Männer stieg 1977 in die damals zweitklassige Regionalliga Nord auf und gehörte im Jahre 1981 zu den Gründungsmitgliedern der 2. Bundesliga Nord. Den größten Erfolg konnte die Mannschaft in der Saison 1982/83 erzielen, als der TSV den fünften Platz belegte. Ansonsten spielten die Verdener gegen den Abstieg, der 1987 hingenommen werden musste. Drei Jahre später stieg die Mannschaft auch aus der Regionalliga Nord wieder ab. Zwar kehrte die Mannschaft noch einmal in die Regionalliga zurück, bevor der Verein 1996 die Mannschaft aus der Liga zurückzog.

## Leichtathletik
Die Zehnkampf-Mannschaft des TSV Verden belegte bei den deutschen Leichtathletik-Meisterschaften 1964 belegte in der Besetzung Siegbert Rokitta, Wolfram Kowalzik und Helmut Plaat den dritten Platz. Ein Jahr später wurde die Mannschaft in der Besetzung Siegbert Rokitta, Wolfram Kowalzik und Williges Zweiter.

## Persönlichkeiten
- Bilal Aziz, wurde in der Türkei Erstligaspieler bei Kayserispor
- Nikola Beslac, war jugoslawischer Handballnationalspieler
- Uwe Bracht, war Bundesligaspieler bei Werder Bremen
- Dennis Diekmeier, wurde Bundesligaspieler beim 1. FC Nürnberg und dem Hamburger SV
- Wilfried Feldhaus, wurde Bundesligaspieler bei Werder Bremen
- Willi Götz, war Bundesligaspieler bei Werder Bremen
- Hartmut Konschal, war Bundesligaspieler bei Eintracht Braunschweig und Werder Bremen, beendete seine Karriere in Verden
- Jan Sievers wurde Zweitligaspieler beim VfL Osnabrück und dem SV Meppen
- Thorsten Williges, wurde im Handball DDR-Oberligaspieler beim SC Empor Rostock